# Alten
Alten — французская консалтинговая компания. Предоставляет консультации в сферах промышленного производства и информационных технологий. Компания была основана в 1988 году, штаб-квартира расположена в Булонь-Бийанкур (пригород Парижа).

## История
Компания была основана в 1988 году тремя инженерами во главе с Симоном Азуле. В феврале 1999 года акции Alten SA были размещены на Парижской фондовой бирже. В 2000 году были созданы филиалы в Германии, Испании, Бельгии и Великобритании. С 2000 года Alten начала расти за счёт поглощений как во Франции, так и в других странах, а также применять ниаршоринг — перенос деятельности в страны с более дешёвой рабочей силой (Чехия, Словакия, Польша, Румыния, Вьетнам).
В конце 2024 года у Atos за 270 млн евро была куплена дочерняя компания Worldgrid.

## Собственники и руководство
Симон Азуле (Simon Azoulay, род. 29 мая 1956 года в Марокко) — основатель, председатель совета директоров и генеральный директор, также является крупнейшим акционером (14,48 % акций).

## Деятельность
Alten предоставляет услуги компаниям в различных отраслях, включая разработку технологических процессов, консультации по автоматизации производства, разработку и тестирование приложений, проектирование информационных сетей, обеспечение информационной безопасности. Основные центры разработок находятся во Франции, Румынии, Марокко и Индии.
Выручка компании за 2023 год составила 4,07 млрд евро, её распределение по регионам: Франция — 31 %, Северная Америка — 15 %, Германия — 9 %, Иберия — 9 %, Азиатско-Тихоокеанский регион — 8 %, Великобритания — 7 %, Италия — 7 %, Бенилюкс — 5 %, Скандинавия — 5 %, Восточная Европа — 2 %, Швейцария — 2 %.
По доле в выручке основными секторами в 2023 году были автомобильный и железнодорожный транспорт (20 %), сфера услуг (торговля, СМИ, государственные органы, 18 %), аэрокосмическая отрасль (13 %), финансы и страхование (10 %), промышленное оборудование и электроника (9 %), энергетика (9 %), фармацевтика (9 %), телекоммуникации (6 %) и оборонная промышленность (6 %).